# Lisa Perterer
Lisa Perterer (* 16. Oktober 1991 in Villach) ist eine österreichische Triathletin, Junioren-Europacup-Gesamtsiegerin 2009, Duathlon-Europameisterin (2020), mehrfache Staatsmeisterin (2005–2020) und dreifache Olympiastarterin (2012, 2020, 2024). Sie wird als Schnellste geführt in der Bestenliste österreichischer Triathletinnen auf der Ironman-Distanz.

## Werdegang

### Staatsmeisterin Aquathlon 2006
Im August 2006 wurde Lisa Perterer Staatsmeisterin Aquathlon und 2009 wurde sie in Wien auch Staatsmeisterin auf der Triathlon-Sprintdistanz.
In den vier Jahren von 2007 bis 2010 nahm Perterer an elf ITU-Wettkämpfen teil und erreichte dabei neun Top-Ten-Platzierungen. Seit 2011 geht Lisa Perterer in der Elite-Kategorie an den Start. Beim WM-Serien-Triathlon in Kitzbühel war sie im Juni 2011 dank einer Wildcard neben Lydia Waldmüller die einzige Österreicherin. Beim Weltcup in Edmonton gewann sie dann – als Juniorin – überraschend die Bronzemedaille hinter Ashleigh Gentle und Mateja Šimic und lag vor der zweiten Österreicherin Lydia Waldmüller.

Die Bronzemedaille öffnete ihr auch den Weg zum folgenden WM-Serien-Triathlon in Hamburg, bei dem sie den 15. Platz erreichte und ihre Zugehörigkeit zur Elite-Weltspitze neuerlich unter Beweis stellte. Auch beim gut besetzten Weltcup in Tiszaújváros behauptete sich Perterer im oberen Mittelfeld der Weltelite mit ihrem dreizehnten Platz.
Lisa Perterer besuchte bis Juni 2011 das Klagenfurter Sportgymnasium BORG SSLK und tritt in Österreich für den HSV Triathlon Kärnten an. Bis 2011 wurde sie von Norbert Domnik trainiert. Seit Herbst 2011 setzte sie bis Oktober 2021 ihre Karriere im Heeressportzentrum des Österreichischen Bundesheeres fort.

### Olympische Sommerspiele 2012
Perterer konnte sich noch im Mai für einen Startplatz bei den Olympischen Sommerspielen 2012 in London qualifizieren, wo sie am 4. August den 48. Platz belegte. Im September wurde sie Österreichische U23-Meisterin im 10-km-Straßenlauf und zum Saisonabschluss holte sie sich in Mexiko im Oktober nach 2011 ihre zweite Bronzemedaille bei einem Weltcup-Rennen.

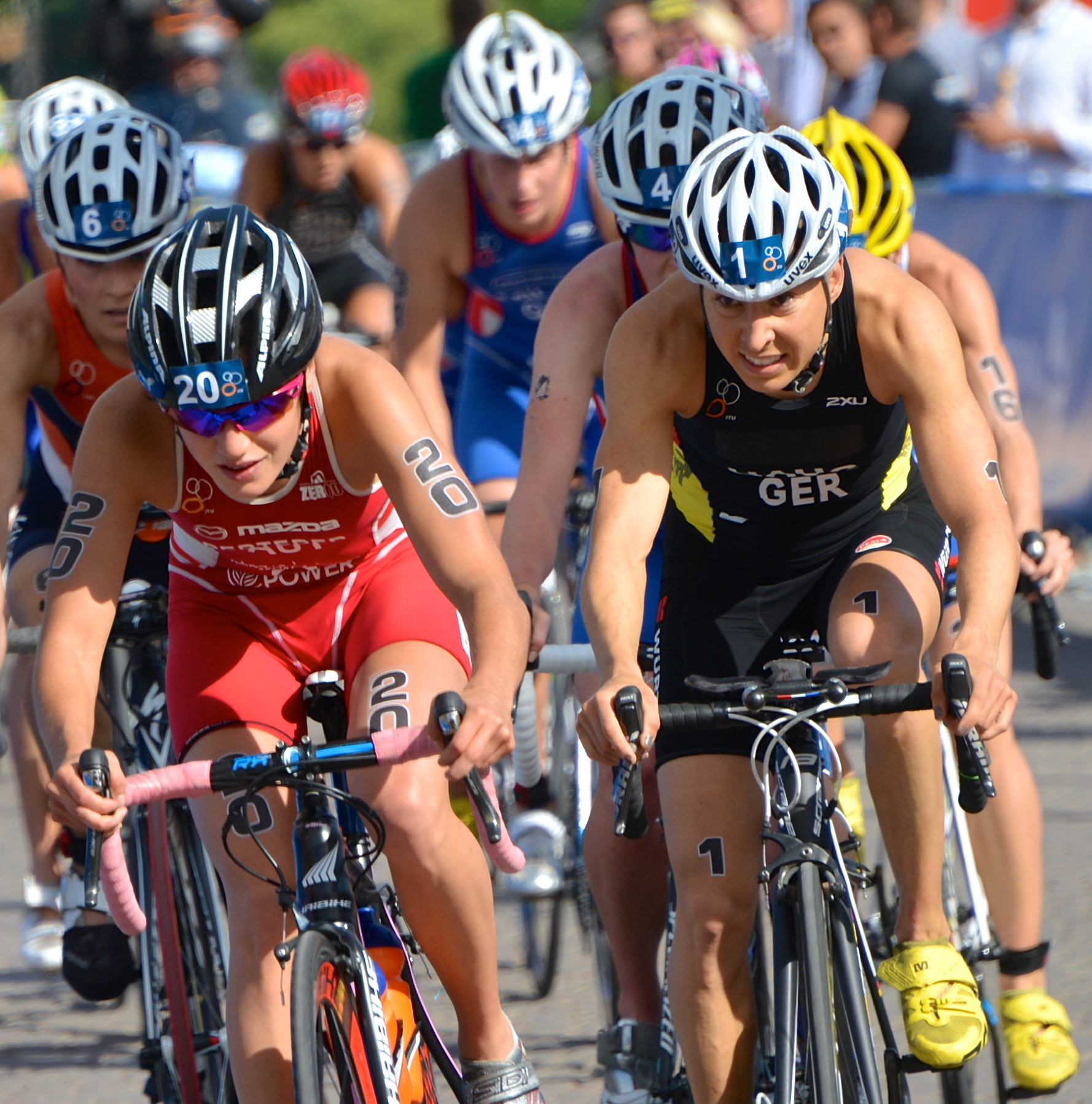
Lisa Perterer (links) neben der Deutschen Anne Haug (2013)

Sie wird von Joel Filliol und vom ehemaligen deutschen Triathleten Roland Knoll als Individualtrainer betreut.
Perterer war in der Saison 2013 als einzige Athletin im Nationalteam des österreichischen Triathlonverbandes (ÖTRV) nominiert. Im März 2014 wurde sie hinter Andrea Mayr Vizestaatsmeisterin im 10-km-Straßenlauf und sie holte sich den Crosslauf-Staatsmeistertitel. In der Triathlon-Weltrangliste belegte sie 2014 als einzige Österreicherin den 37. Rang. 2015 konnte sie sich nochmals verbessern und belegte in der Jahreswertung als beste Österreicherin den 19. Rang.
Lisa Perterer war neben Sara Vilic und Thomas Springer qualifiziert für einen Startplatz bei den Olympischen Sommerspielen 2016.
Am 11. August gab das Österreichische Olympische Komitee jedoch bekannt, dass Perterer wegen eines Ermüdungsbruches nicht starten könne und nominierte Julia Hauser nach. In der ITU-Jahreswertung 2016 belegte sie als zweitbeste Österreicherin den 41. Rang. Im Juni 2018 konnte sie in Italien als erste österreichische Athletin ein ITU-Weltcup-Rennen gewinnen.

### Olympische Sommerspiele 2020
Im August 2019 holte sich die damals 27-Jährige beim Olympia-Testbewerb der ITU in Tokio einen Startplatz für die ebendort stattfindenden Olympischen Sommerspiele 2020.
In der Jahreswertung der ITU World Championship Series 2019 belegte sie nach dem letzten Rennen im August in der Schweiz als beste Österreicherin den 13. Rang. Im März 2020 wurde sie in Spanien Duathlon-Europameisterin und im August österreichische Staatsmeisterin auf der Triathlon-Kurzdistanz.
Im Juli 2021 wurde die 29-Jährige zum dritten Mal nominiert für einen Startplatz bei den Olympischen Sommerspielen – im österreichischen Team zusammen mit Julia Hauser, Lukas Hollaus und Luis Knabl.
Sie belegte in Tokio den 27. Rang. Der Vertrag von Lisa Perterer (wie auch Sara Vilic) mit dem Heeressportzentrum wurde mit Ende Oktober 2021 nicht mehr verlängert.

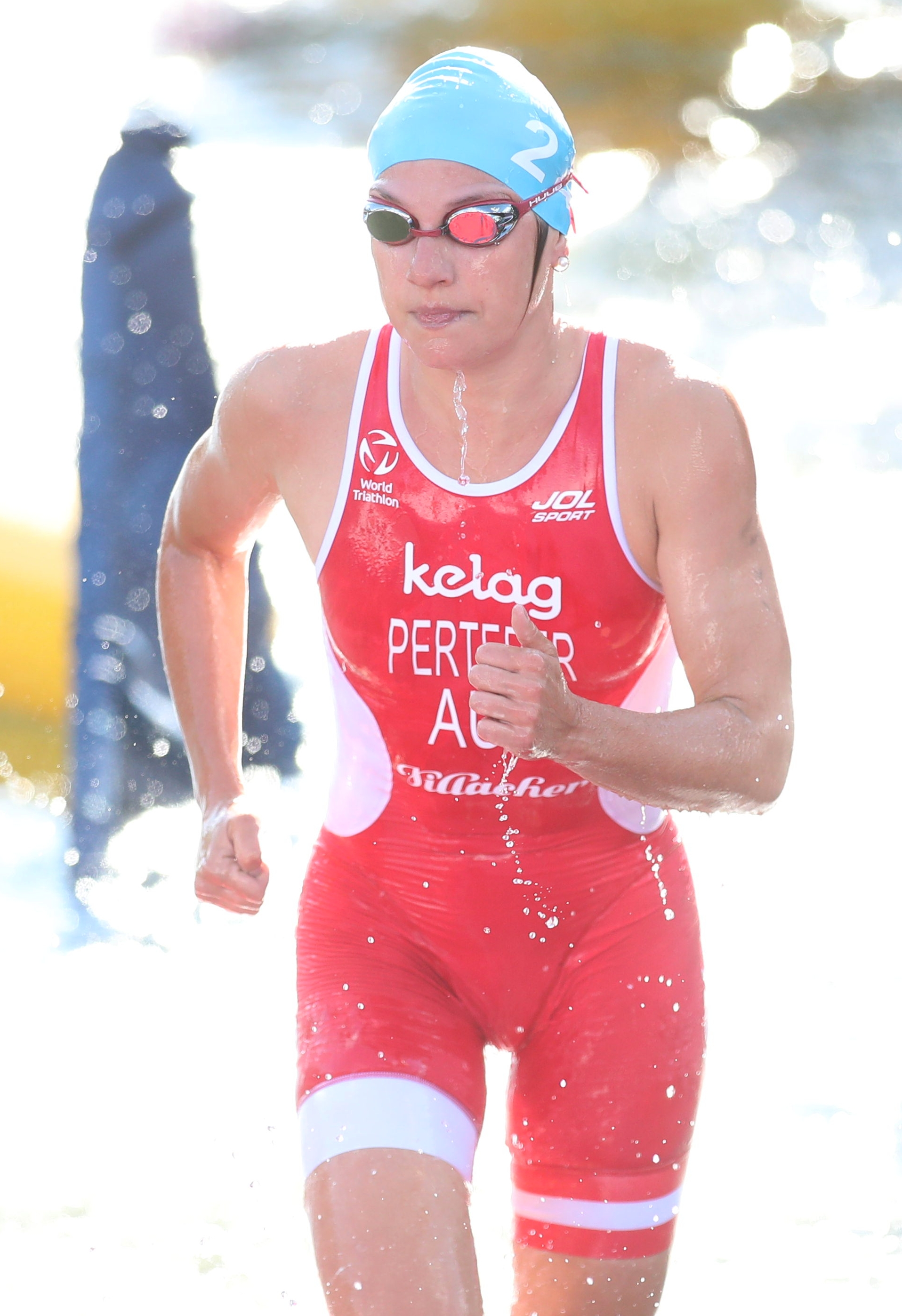
Lisa Perterer bei den Triathlon European Championships in München (August 2022)

Im Dezember 2022 qualifizierte sie sich mit dem fünften Rang beim Ironman 70.3 Indian Wells-La Quinta für einen Startplatz bei den Ironman 70.3 World Championships 2023. Im November 2023 wurde die 32-Jährige bei ihrem dritten Start auf der Mitteldistanz Zweite im Ironman 70.3 Los Cabos.

### Olympische Sommerspiele 2024
Im Mai 2024 qualifizierte sich Perterer zum vierten Mal für einen Startplatz bei den Olympischen Sommerspielen und sie belegte im Juli in Paris den 50. Rang.
Im September gewann die 32-Jährige mit dem Ironman 70.3 Cozumel ihr erstes Rennen auf der Mitteldistanz (1,9 km Schwimmen, 90 km Radfahren und 21,1 km Laufen).

### Langdistanz seit 2024
Bei ihrem ersten Start auf der Langdistanz (3,86 km Schwimmen, 180,2 km Radfahren und 42,195 km Laufen) wurde sie im November Zweite im Ironman Mexico in Cozumel.
Im April 2025 erreichte Perterer beim T100 Singapur, dem ersten Rennen der T100-Rennserie (2 km Schwimmen, 80 km Radfahren und 18 km Laufen) hinter der Britin Kate Waugh den zweiten Rang.
Am 26. April wurde die 33-Jährige Dritte im Ironman Texas und sie stellte mit ihrer Zeit von 8:28:17 Stunden die schnellste Zeit einer österreichischen Athletin auf der Ironman-Distanz ein.

## Auszeichnungen
- Österreichs Triathletin des Jahres 2019[20]

## Sportliche Erfolge
| Datum/Jahr    | Rang | Wettbewerb                                 | Austragungsort | Zeit     | Bemerkung                                                                 |
| ------------- | ---- | ------------------------------------------ | -------------- | -------- | ------------------------------------------------------------------------- |
| 18. März 2023 | 7    | ETU Sprint Duathlon European Championships | Caorle         | 00:55:00 | Europameisterschaft Sprint-Duathlon                                       |
| 7. März 2020  | 1    | ETU Duathlon European Championships        | Punta Umbría   | 00:58:45 | Europameisterin Duathlon (5 km Laufen, 20 km Radfahren und 2,5 km Laufen) |

| Datum/Jahr    | Rang | Wettbewerb                                                | Austragungsort | Zeit     | Bemerkung |
| ------------- | ---- | --------------------------------------------------------- | -------------- | -------- | --- |
| 5. Aug. 2024  | LAP  | Olympische Sommerspiele 2024, Mixed Relay                 | Paris          | –        | in der gemischten Staffel mit Julia Hauser, Alois Knabl und Alois Knabl; überrundet                                             |
| 31. Juli 2024 | 50   | Olympische Sommerspiele 2024                              | Paris          | 02:07:27 | |
| 14. Juli 2024 | DNF  | ITU World Championship Series 2024                        | Hamburg        | –        | |
| 25. Mai 2024  | 41   | ITU World Championship Series 2024                        | Cagliari       | 01:53:24 | |
| 11. Mai 2024  | 30   | ITU World Championship Series 2024                        | Yokohama       | 01:57:09 | als beste Österreicherin |
| 29. Apr. 2024 | 11   | ITU Triathlon World Cup                                   | Chengdu        | 01:58:42 | hinter der Schweizerin Julie Derron                                                                                             |
| 20. Apr. 2024 | 12   | ITU Triathlon World Cup                                   | Wollongong     | 01:01:20 | |
| 17. März 2024 | 1    | Americas Triathlon Cup                                    | Barbados       | 01:01:50 | |
| 26. Nov. 2023 | 1    | ATU Africa Triathlon Cup                                  | Kilifi         | 01:05:53 | |
| 26. Aug. 2023 | 2    | ITU Triathlon World Cup                                   | Weihai         | 01:58:59 | Zweite hinter der Italienerin Bianca Seregni                                                                                    |
| 5. Aug. 2023  | 8    | ITU Triathlon World Cup                                   | Yeongdo        | 00:57:17 | hinter Annika Koch |
| 3. März 2023  | 20   | ITU World Championship Series 2023                        | Abu Dhabi      | 00:59:18 | |
| 6. Nov. 2022  | 23   | ITU World Championship Series 2022                        | Bermuda        | 02:07:53 | hinter Flora Duffy |
| 12. Aug. 2022 | DNF  | ETU Triathlon European Championship                       | München        | –        | Europameisterschaft |
| 18. Juni 2022 | 4    | ITU Triathlon World Cup                                   | Huatulco       | 01:00:32 | |
| 28. Mai 2022  | 13   | ITU Triathlon World Cup                                   | Arzachena      | 01:01:22 | |
| 14. Mai 2022  | 5    | ETU Triathlon European Cup                                | Caorle         | 00:57:16 | |
| 27. Juli 2021 | 27   | Olympische Sommerspiele 2020                              | Tokyo          | 02:03:00 | |
| 12. Juni 2021 | 3    | ITU Triathlon World Cup                                   | Huatulco       | 01:00:37 | |
| 15. Aug. 2020 | 1    | ÖTRV Staatsmeisterschaft Triathlon Kurzdistanz            | Thiersee       | 02:06:23 | Triathlon-Staatsmeisterin über die olympische Distanz                                                                           |
| 15. Aug. 2019 | 21   | ITU World Triathlon Olympic Qualification Event           | Tokyo          | 01:43:43 | |
| 15. Juni 2019 | 7    | ITU Triathlon World Cup                                   | Nur-Sultan     | 01:57:48 | |
| 9. Juni 2019  | 3    | ITU Triathlon World Cup                                   | Huatulco       | 01:01:18 | [ 21 ] |
| 28. Okt. 2018 | 1    | CAMTRI Sprint Triathlon American Cup                      | Puerto Lopez   | 00:59:15 | |
| 18. Aug. 2018 | 7    | ITU Triathlon Weltcup                                     | Lausanne       | 02:07:52 | |
| 10. Juni 2018 | 4    | ITU Triathlon World Cup                                   | Huatulco       | 01:01:45 | |
| 2. Juni 2018  | 1    | ITU Triathlon World Cup                                   | Cagliari       | 01:00:13 | |
| 28. Apr. 2018 | 20   | ITU World Championship Series 2018                        | Bermuda        | 02:10:39 | |
| 30. Sep. 2017 | 9    | ITU Triathlon World Cup                                   | Weihai         | 02:14:01 | |
| 15. Juli 2017 | 18   | ITU World Championship Series 2017                        | Hamburg        | 01:00:41 | [ 22 ] |
| 18. Juni 2017 | 4    | ETU Triathlon European Championship Mixed Relay           | Kitzbühel      |          | im Mixed-Team, mit Sara Vilic, Alois Knabl und Lukas Hollaus (200 m Schwimmen, 5 km Radfahren und 1,8 km Laufen)                |
| 16. Juni 2017 | 13   | ETU Triathlon European Championships                      | Kitzbühel      | 02:00:24 | Europameisterschaft auf der olympischen Kurzdistanz                                                                             |
| 13. Mai 2017  | 19   | ITU World Championship Series 2017                        | Yokohama       | 02:00:34 | |
| 8. Apr. 2017  | 14   | ITU World Championship Series 2017                        | Gold Coast     | 00:58:43 | |
| 3. März 2017  | 8    | ITU World Championship Series 2017                        | Abu Dhabi      | 02:05:05 | erstes Rennen der WM-Serie 2017                                                                                                 |
| 4. Juni 2016  | 1    | Wörthersee Triathlon                                      | Wörthersee     | 00:57:14 | Siegerin auf der Sprintdistanz (750 m Schwimmen, 20 km Radfahren und 5 km Laufen)                                               |
| 8. Mai 2016   | 3    | ITU Triathlon World Cup                                   | Cagliari       | 01:04:22 | |
| 16. Apr. 2016 | 3    | ITU Triathlon World Cup                                   | Chengdu        | 02:01:02 | |
| 9. Apr. 2016  | 9    | ITU World Championship Series 2016                        | Gold Coast     | 01:59:07 | |
| 3. Apr. 2016  | 12   | ITU Triathlon World Cup                                   | New Plymouth   | 01:00:10 | |
| 16. Mai 2015  | 11   | ITU World Championship Series 2015                        | Yokohama       | 01:59:29 | |
| 9. Mai 2015   | 3    | ITU Triathlon World Cup                                   | Chengdu        | 01:58:29 | |
| 11. Apr. 2015 | 22   | ITU World Championship Series 2015                        | Gold Coast     | 02:01:17 | |
| 29. März 2015 | 5    | ITU World Championship Series 2015                        | Auckland       | 02:11:40 | mit der drittbesten Radzeit im zweiten Rennen der Saison                                                                        |
| 14. März 2015 | 5    | ITU Triathlon World Cup                                   | Mooloolaba     | 01:02:05 | |
| 12. Okt. 2014 | 4    | ITU Triathlon World Cup                                   | Cartagena      | 01:56:08 | hinter der Schweizer Siegerin Nicola Spirig                                                                                     |
| 5. Okt. 2014  | 2    | ITU Triathlon World Cup                                   | Cozumel        | 00:58:55 | Zweite hinter der Schweizerin Nicola Spirig                                                                                     |
| 26. Juli 2014 | 6    | ITU Triathlon World Cup                                   | Jiayuguan      | 02:01:31 | |
| 28. Juni 2014 | 9    | ITU World Championship Series 2014                        | Chicago        | 01:57:25 | |
| 10. Mai 2014  | 4    | ITU Triathlon World Cup                                   | Chengdu        | 02:02:23 | |
| 6. Okt. 2013  | 3    | ITU Triathlon World Cup                                   | Cozumel        | 00:58:11 | |
| 19. Mai 2013  | 2    | ITU Triathlon World Cup                                   | Huatulco       | 02:16:48 | Zweite hinter der Brasilianerin Pamela Oliveira                                                                                 |
| 7. Okt. 2012  | 3    | ITU Triathlon World Cup                                   | Cancún         | 01:00:56 | |
| 4. Aug. 2012  | 48   | Olympische Sommerspiele 2012                              | London         | 02:09:12 | |
| 20. Apr. 2012 | 17   | ETU Triathlon European Championships                      | Eilat          | 02:13:43 | |
| 20. Nov. 2011 | 19   | ITU Triathlon World Cup                                   | Auckland       | 02:20:08 | |
| 20. Aug. 2011 | 29   | ITU Sprint Triathlon World Championship                   | Lausanne       | 01:01:01 | Triathlon-Weltmeisterschaft auf der Sprintdistanz                                                                               |
| 14. Aug. 2011 | 13   | ITU Triathlon World Cup                                   | Tiszaújváros   | 02:01:36 | |
| 16. Juli 2011 | 15   | ITU World Championship Series 2011                        | Hamburg        | 01:55:31 | persönliche Bestzeit auf der olympischen Distanz                                                                                |
| 10. Juli 2011 | 3    | ITU Triathlon World Cup                                   | Edmonton       | 02:01:08 | Dritte auf der olympischen Distanz (1,5 km Schwimmen, 40 km Radfahren und 10 km Laufen)                                         |
| 29. Mai 2011  | 18   | ITU Triathlon Premium European Cup                        | Brasschaat     | 02:02:12 | |
| 8. Sep. 2010  | 17   | ITU Triathlon World Championship Junior Women             | Budapest       | 01:00:14 | in der Jugend-Klasse |
| 3. Juli 2010  | 8    | ETU Triathlon European Championship Junior Women          | Athlone        | 01:03:24 | Triathlon-Europameisterschaft Junioren                                                                                          |
| 12. Juni 2010 | 6    | ETU Triathlon Junior Women European Cup                   | Wien           | 01:07:04 | |
| 9. Sep. 2009  | 27   | ITU Triathlon World Championship Junior Women             | Gold Coast     | 01:04:23 | Weltmeisterschaft in der Jugend-Klasse                                                                                          |
| 15. Aug. 2009 | 1    | Ausee Triathlon                                           | Ausee          |          | |
| 2. Juli 2009  | 3    | ETU Triathlon European Championship Juniors Mixed Relay   | Rijssen-Holten |          | im Mixed-Team Junioren bei der Triathlon-Europameisterschaft mit Tanja Stroschneider, Alois Knabl und Andreas Kopeinig          |
| 2. Juli 2009  | 6    | ETU Triathlon European Championship Junior Women          | Rijssen-Holten | 01:00:08 | Triathlon-Junioren-Europameisterschaft                                                                                          |
| 20. Juni 2009 | 2    | ETU Junioren-Europacup                                    | Tarzo Revine   | 01:04:39 | |
| 6. Juni 2009  | 1    | Österreichische Staatsmeisterschaft Triathlon Sprint      | Wien           | 01:07:34 | Erste auf der Sprintdistanz bei der Staatsmeisterschaft im Rahmen des Europacup-Bewerbs für Junioren beim Vienna City Triathlon |
| 28. Juni 2008 | 5    | ETU Junioren-Europacup                                    | Rijssen-Holten | 01:06:20 | |
| 8. Sep. 2007  | 1    | ETU Junioren-Europacup                                    | Bled           | 00:43:51 | |
| 20. Aug. 2006 | 1    | Österreichische Staatsmeisterschaft Triathlon Sprint      | Neufeld        |          | |
| 25. Juni 2006 | 1    | Österreichische Staatsmeisterschaft Triathlon Supersprint | Telfs          |          | |

| Datum/Jahr    | Rang | Wettbewerb                          | Austragungsort  | Zeit     | Bemerkung                                                                                        |
| ------------- | ---- | ----------------------------------- | --------------- | -------- | ------------------------------------------------------------------------------------------------ |
| 20. Juli 2025 | 2    | Ironman USA                         | Lake Placid     | 08:46:50 |                                                                                                  |
| 18. Mai 2025  | 6    | Ironman 70.3 Pays d'Aix France      | Aix-en-Provence | 04:18:10 |                                                                                                  |
| 26. Apr. 2025 | 3    | Ironman Texas                       | The Woodlands   | 08:28:17 | persönliche Bestzeit und schnellste Zeit einer österreichischen Athletin auf der Ironman-Distanz |
| 5. Apr. 2025  | 2    | T100 Singapur                       | Singapur        | 03:51:58 | 2 km Schwimmen, 80 km Radfahren und 18 km Laufen                                                 |
| 24. Nov. 2024 | 2    | Ironman Mexico                      | Cozumel         | 08:44:24 | erster Start auf der Langdistanz                                                                 |
| 19. Okt. 2024 | 6    | Ironman 70.3 Cascais                | Cascais         | 04:20:01 |                                                                                                  |
| 21. Sep. 2024 | 1    | Ironman 70.3 Cozumel                | Cozumel         |          |                                                                                                  |
| 1. Sep. 2024  | 6    | Ironman 70.3 Zell am See-Kaprun     | Zell am See     | 04:23:11 |                                                                                                  |
| 5. Nov. 2023  | 2    | Ironman 70.3 Los Cabos              | Los Cabos       | 04:13:46 | dritter Start auf der Mitteldistanz                                                              |
| 4. Dez. 2022  | 5    | Ironman 70.3 Indian Wells-La Quinta | Indian Wells    | 04:19:36 |                                                                                                  |

| Datum/Jahr    | Rang | Wettbewerb                                               | Austragungsort  | Zeit     | Bemerkung                                  |
| ------------- | ---- | -------------------------------------------------------- | --------------- | -------- | ------------------------------------------ |
| 13. Feb. 2009 | 3    | ITU Winter Triathlon World Championship Junior Women     | Gaishorn am See | 01:03:55 | Junioren-Weltmeisterschaft Wintertriathlon |
| 31. Jan. 2009 | 1    | ÖTRV Österreichische Staatsmeisterschaft Wintertriathlon | Schleppe Alm    |          |                                            |
| 1. Feb. 2008  | 1    | ETU Winter Triathlon European Championship Junior Women  | Gaishorn am See | 01:04:55 | Junioren-Europameisterin Wintertriathlon   |
| 24. Feb. 2007 | 1    | ÖTRV Österreichische Staatsmeisterschaft Wintertriathlon | Weißensee       |          |                                            |

| Datum/Jahr    | Rang | Wettbewerb                                            | Austragungsort | Zeit     | Bemerkung                                         |
| ------------- | ---- | ----------------------------------------------------- | -------------- | -------- | ------------------------------------------------- |
| 22. Aug. 2020 | 2    | Österreichische Staatsmeisterschaft Aquathlon         | Ferlach        | 00:31:24 | Vizestaatsmeisterin hinter Julia Hauser           |
| 3. Aug. 2019  | 1    | Österreichische Staatsmeisterschaft Aquathlon         | Ferlach        |          | Staatsmeisterin im Rahmen des Ferlacher Aquathlon |
| 4. Juli 2008  | 3    | Österreichische Staatsmeisterschaft Aquathlon Jugend  | Innsbruck      | 00:23:34 | 750 m Schwimmen und 4,3 km Laufen                 |
| 26. Aug. 2006 | 3    | Österreichische Staatsmeisterschaft Aquathlon         | Innsbruck      |          |                                                   |
| 21. Aug. 2005 | 1    | Österreichische Staatsmeisterschaft Aquathlon Schüler | St. Johann     |          |                                                   |

| Datum/Jahr    | Rang | Wettbewerb                               | Austragungsort        | Distanz | Zeit  | Bemerkung                                                         |
| ------------- | ---- | ---------------------------------------- | --------------------- | ------- | ----- | ----------------------------------------------------------------- |
| 31. Dez. 2019 | 1    | Silvesterlauf Klagenfurt                 | Klagenfurt            |         | 10 km |                                                                   |
| 30. März 2019 | 1    | Intersport Halbmarathon LAC Wolfsberg    | Wolfsberg             | 10 km   | 34:22 |                                                                   |
| 10. März 2018 | 2    | Staatsmeisterschaften Crosslauf          | Salzburg              | 4.625 m | 16:50 | Österreichische Vizestaatsmeisterin Crosslauf                     |
| 16. März 2014 | 1    | Staatsmeisterschaften Crosslauf          | Feistritz im Rosental | 4.800 m | 16:27 | Staatsmeisterin Crosslauf                                         |
| 30. März 2014 | 2    | Staatsmeisterschaft im 10 km Straßenlauf | Kremsmünster          | 10 km   | 33:49 | hinter Andrea Mayr Österreichische Vizestaatsmeisterin über 10 km |
| Dez. 2013     | 1    | Silvesterlauf Graz                       | Graz                  | 10 km   |       |                                                                   |
| 15. Sep. 2012 | 2    | Staatsmeisterschaft im 10 km Straßenlauf | Völkermarkt           | 10 km   | 35:32 | Vizestaatsmeisterin und Österreichische U23-Meisterin über 10 km  |

(DNF – Did Not Finish)